# Gafarró
El gafarró europeu o senzillament gafarró (Serinus serinus), també denominat serí a Menorca, és un ocell de l'ordre dels passeriformes que és un resident comú arreu del litoral mediterrani, des del nivell del mar fins a l'alta muntanya. Es distribueix naturalment a gran part d'Europa, des de la Mediterrània, on és sedentari (i a les nostres contrades molt comú) fins a Europa central, on només es troba a l'estiu.

## Morfologia

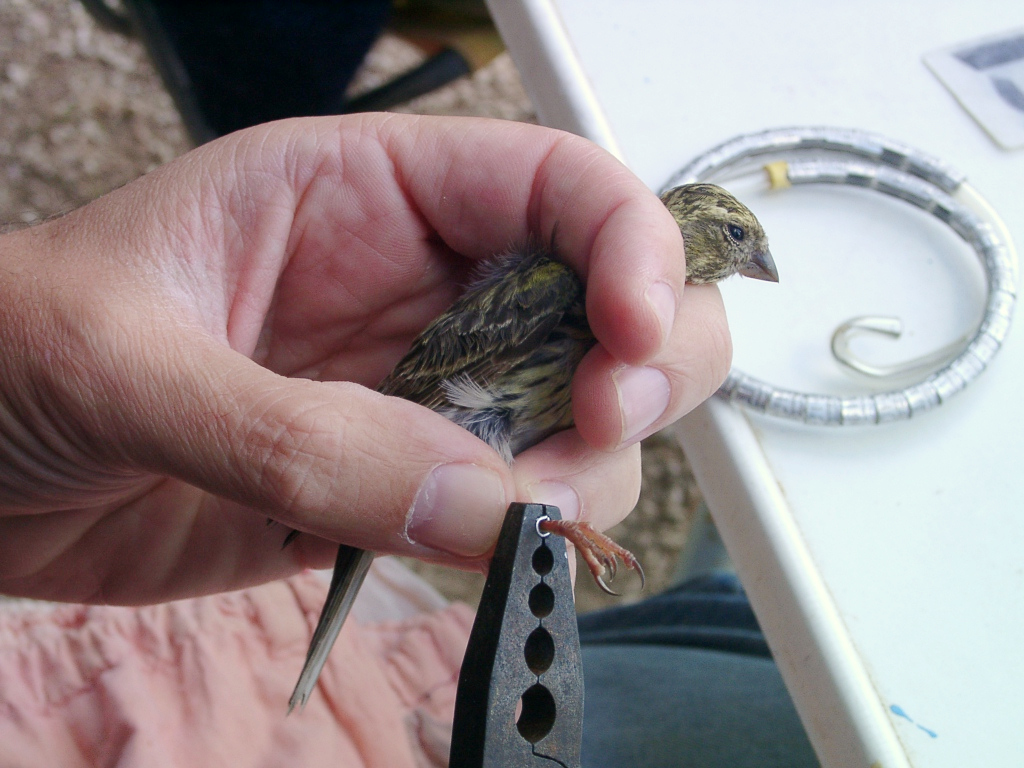
Anellament d'un gafarró a Portimão (Portugal)

És un ocell d'uns 12 cm, parent del canari. Té el bec fort, curt i cònic, i és d'un color bru groguenc llistat de negre amb el carpó, el front, la llista ocular, el pit i la gola de color groc. Les femelles i els joves són d'un color bru vermellós, amb un disseny que recorda el dels mascles però sense groc.
Del seu cant es diu que "fregeix" pel xerroteig delicat.

## Ecologia
Viu a llocs habitats (és comú als barris més o menys enjardinats i als parcs) i també li agraden els llocs oberts amb arbres.
A la fi de l'hivern, els mascles es fan notar pel seu cant ràpid i eloqüent, que solen cantar des de l'extrem superior dels arbres despullats de fulles, o des d'altres punts elevats i visibles. S'alimenta de llavors i erugues que troba als conreus, que han d'estar propers als seus boscos.
Nidifica sobretot entre el fullam espès dels arbres per tota l'extensió continental i insular dels Països Catalans, llevat de Menorca.
La femella s'encarrega de construir un niu de petites dimensions en una branca prima. Utilitza herba seca, molsa, liquen i teranyines, que cova durant 13 dies. Al seu torn, el mascle és l'encarregat d'alimentar la femella i els polls, almenys al llarg dels primers dies de l'època de la cria. Després de 14-16 dies ja poden volar. Fan dues postes.

## Curiositats i renoms
La relació del gafarró amb els Països Catalans i el seu coneixement ve d'antic i això ho demostra l'ús popular de la llengua. Per exemple, a la població de Premià de Mar, els seus habitants reben el renom de "gafarrons". L'origen d'aquest renom es diu que ve dels anys 1830-1850, quan a Premià de Mar es va criar el gafarró intensament com a ocell cantaire, i es va fer popular a les parades d'ocells de la Rambla de Barcelona.